# Jože Plečnik

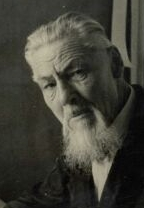
Jože Plečnik 1943

Jože Plečnik (auf seinen Bauten in Wien gelegentlich als Josef Plecnik bezeichnet; * 23. Jänner 1872 in Laibach, Österreich-Ungarn; † 7. Jänner 1957 ebenda, SFR Jugoslawien) war ein Architekt, der in Wien, Prag und Laibach wirkte. Ein Großteil der von Plečnik verantworteten Laibacher Stadtgestaltung wurde 2009 als nationales Kulturerbe Sloweniens unter Schutz gestellt und 2021 von der UNESCO unter dem Titel „Die Werke von Jože Plečnik in Ljubljana – am Menschen orientierte Stadtgestaltung“ in die Liste des Welterbes aufgenommen.

## Leben und Wirken
Jože Plečnik war das dritte Kind eines Tischlers in Laibach/Ljubljana. Während seine Brüder studierten, besuchte er nur eine Klasse im Gymnasium und arbeitete anschließend in der Tischlerei. Sein Vater wollte aus ihm einen Praktiker machen und duldete keinen Künstler in der Familie. Ein Stipendium ermöglichte ihm die Tischlerausbildung an der Gewerbeschule Graz ab dem Jahr 1888. Dort unterstützte er Leopold Theyer mit Zeichnungen für die Verbauung des Joanneum-Parks in Graz.
Im Jahr 1892 starb sein Vater, Jože war aber zu jung, um den Betrieb zu übernehmen, ging deshalb nach Wien und arbeitete dort in der Hof-Bau-Kunsttischlerei J. W. Müller, wo er vor allem Möbelentwürfe zeichnete.

### Wien
In der Folge kam er an die Akademie der bildenden Künste in Wien, wo er Schüler von Otto Wagner, der gerade sein Lehramt antrat, wurde. Dieses Studium brach er aber bald darauf ab, da er den Aufgaben Wagners nicht gewachsen war, und trat stattdessen in die Meisterschule Wagners ein, wo er dessen bester Schüler wurde.
Seine vorwiegenden Wirkungsstätten waren Laibach / Ljubljana, Wien und Prag. Reisen nach Rom und Paris hatten großen Einfluss auf seinen späteren Architekturstil.
In den Jahren 1900 bis 1913 entstanden seine bekanntesten Gebäude in Wien: das Zacherlhaus (1903–1905), ein Firmengebäude in Wiens Innerer Stadt (Brandstätte, Ecke Bauernmarkt) mit eleganten Formen und ausgestaltet mit Marmor und Stahlstiften, sowie die Heilig-Geist-Kirche in Wien-Ottakring (16. Bezirk, 1910–1913).
1911 wurde er vom Professorenkollegium einstimmig als Nachfolger von Otto Wagner vorgeschlagen. Durch Intervention von Erzherzog-Thronfolger Franz Ferdinand wurde die Professur aber mit Leopold Bauer besetzt.

### Prag
Plečnik konnte jedoch die Nachfolge von Jan Kotěra an der Akademie der Bildenden Künste in Prag antreten. Im Jahr 1920 ernannte ihn der tschechoslowakische Staatspräsident Tomas G. Masaryk zum Architekten der Prager Burg und der Burggärten (Paradiesgarten, Wallgarten, Königlicher Garten), wo seine Interventionen bis heute erkennbar sind, unter anderem im Kleinen und Großen Bellevue und in der Treppe im Paradiesgarten.

### Ljubljana
1922 begann er mit Vorträgen in Laibach, kehrte jedoch bis 1935 regelmäßig nach Prag zurück. 1925 begann er mit der städtebaulichen Umgestaltung von Laibach. Von 1936 bis 1941 errichtete er dort das prägnante Gebäude der National- und Universitätsbibliothek. Auch die Uferbebauung der Ljubljanica sowie die Drei Brücken (Tromostovje) im Stadtzentrum sind sein Werk, ebenso die Gestaltung der Straßenbeleuchtung. 1936–1940 arbeitete er im Auftrag der Stadtverwaltung an der ersten Erweiterung am zum Laibacher Zentralfriedhof gewordenen Zentralfriedhof Žale im Bezirk Bežigrad, wo er später auch selbst beigesetzt wurde.
Bekannt ist auch seine behutsame Renovierung und Erweiterung der Kirche in Bogojina, Ortsteil der Gemeinde Moravske Toplice in der Prekmurje im nordöstlichen Slowenien.
Plečniks langjähriger Wohnsitz im Laibacher Stadtbezirk Trnovo ist als Museum mit einer Dauerausstellung über sein Leben und sein Werk öffentlich zugänglich.

## Bedeutung und Einordnung seines Werkes
"Nach den Versuchen in den 80er Jahren, Plečnik für die Postmoderne zu vereinnahmen, wird er heute allgemein der Moderne zugerechnet. Freilich nicht dem Mainstream der „weisen“, klassischen Moderne, sondern einer höchst individuellen, von den Zwängen der Manifeste unabhängigen Seitenlinie. Innerhalb dieser „alternativen“ Moderne befindet er sich in Gesellschaft von Gunnar Asplund, Alvar Aalto, Josef Frank, Dimitris Pikionis, Hans Döllgast, Antoni Gaudí und anderen, diesen nicht formal ähnlich, sondern geistesverwandt.
In Wien wird er zu den führenden Mitbegründern der frühen modernen Architektur gerechnet. Fünf Jahre vor dem berühmten Looshaus am Michaelerplatz ist sein Zacherlhaus das modernste Gebäude der Stadt, an dem sich die Geister scheiden. Es ist seine Ernsthaftigkeit, mit der er Neues sucht, die ihn resistent macht gegen oberflächliche Novitäten und Moden. „So paradox es klingen mag, er nahm die Moderne zu ernst, um sie ein Opfer ihrer eigenen Oberflächlichkeit werden zu lassen.“, attestiert ihm der große Kenner der österreichischen Architektur Friedrich Achleitner."

## Werke
| Foto |                 | Baujahr   | Name | Standort                                                                                               | Beschreibung | Metadaten |
| --- | --------------- | --------- | --- | --- | --- | --- |
| ja | Datei hochladen | 1894–1901 | Wiener Stadtbahn HERIS-ID: 23496 Objekt-ID: 19850                                                           | Standort                                                                                               | Jože Plečnik war ab 1894 neben Joseph Maria Olbrich im Atelier von Otto Wagner als Zeichner angestellt. Über das Ausmaß seiner Beteiligung an den Entwürfen kann nur spekuliert werden. Von der Station Gumpendorfer Straße, heute an der U6, gilt eine tragende Rolle in der Gestaltung als gesichert. | P84(Architekt): P131(Ort):Mariahilf Region-ISO:AT-9                                                              |
| ja | Datei hochladen | 1897      | Seiteneingang Wienzeilenhaus von Otto Wagner HERIS-ID: 26009 Objekt-ID: 22463                               | Wien 6, Köstlergasse 1 / Linke Wienzeile 38 Standort                                                   | Der Seiteneingang des Gebäudes wurde von Plečnik gestaltet. | P84(Architekt):Otto Wagner P131(Ort):Mariahilf Region-ISO:AT-9                                                   |
| BW | Datei hochladen | 1897      | Entwurf für das Gutenbergdenkmal                                                                            | Standort                                                                                               | Der Entwurf stellt eine von Lorbeer umrankte Weltkugel mit Figuren für die Kontinente dar. Gemeinsam mit Othmar Schimkowitz gewann Jože Plečnik damit den ersten Platz. Verwirklicht wurde ein konservativerer Entwurf von Max Fabiani. Der Entwurf von Jože Plečnik ist der erste Entwurf für ein Jugendstildenkmal in Wien und stellt daher eine Besonderheit dar.                                                | P84(Architekt): P131(Ort):                                                                                       |
| ja | Datei hochladen | 1900–1901 | Stadtbahnstation Friedensbrücke HERIS-ID: 14851 Objekt-ID: 11089                                            | Wien 9, Spittelauer Lände 1 Standort                                                                   | Von dieser Stadtbahnstation schreibt Plečnik in einem Brief an seinen Bruder, dass er sie allein gestaltet habe. | P84(Architekt): P131(Ort):Alsergrund Region-ISO:AT-9                                                             |
| ja | Datei hochladen | 1900–1901 | Stadtbahnstation Roßauer Lände HERIS-ID: 14853 Objekt-ID: 11091                                             | Wien 9, Rossauer Lände 19 Standort                                                                     | Von dieser Stadtbahnstation schreibt Plečnik in einem Brief an seinen Bruder, dass er sie allein gestaltet hat. | P84(Architekt): P131(Ort):Alsergrund Region-ISO:AT-9                                                             |
| ja | Datei hochladen | 1900–1901 | Villa Langer HERIS-ID: 42603 Objekt-ID: 43193                                                               | Wien 13, Beckgasse 30 Standort                                                                         | Plečnik wurde zu diesem Bau erst hinzugezogen, als der Grundriss bereits feststand. Er gestaltete die Fassade im Stil des Belgischen Jugendstils, wie er ihn aus Zeitschriften kannte. | P84(Architekt): P131(Ort):Unter Sankt Veit Region-ISO:AT-9                                                       |
| ja | Datei hochladen | 1901      | Villa Loos HERIS-ID: 44457 Objekt-ID: 45269                                                                 | Melk an der Donau, NÖ, Abt-Karl-Straße 16 Standort                                                     | → Hauptartikel : Villa Loos f1 | P84(Architekt): P131(Ort):Melk Region-ISO:AT-3                                                                   |
| BW | Datei hochladen | 1901      | Denkmal Josef von Schroll                                                                                   | třída Soukenická 64, Olivětín, Broumov, Tschechien (Marmorsockel erhalten) Standort                    | Das Denkmal steht vor dem ehemaligen Verwaltungsgebäude des Unternehmens Benedict Schrolls Sohn in einer Baumgruppe auf dem Parkplatz vor der Werkseinfahrt der VEBA Olivětín. Der Sockel wurde von Plečnik gestaltet, die Büste von Othmar Schimkowitz. Die Originalbüste wurde zerstört und durch eine Büste von Edvard Beneš ersetzt. Inzwischen befindet sich ein Replikat des Originals wieder auf dem Sockel. | P84(Architekt): P131(Ort):                                                                                       |
| ja | Datei hochladen | 1902      | Villa Weidmann HERIS-ID: 63078 Objekt-ID: 75687                                                             | Wien 13, Hietzinger Hauptstraße 6 Standort                                                             | Bei diesem Gebäude ist eine Rückkehr zu barocken Formen zu erkennen. Auch die Inneneinrichtung wurde von Plečnik gestaltet. 1921 Umbau von Rudolf Goebel. „Zu viele Putten“, befand Otto Wagner. | P84(Architekt): P131(Ort):Hietzing Region-ISO:AT-9                                                               |
| ja | Datei hochladen | 1901–1902 | Miethaus Langer HERIS-ID: 10391 Objekt-ID: 6445                                                             | Wien 5, Steggasse 1 / Hamburgerstraße 16 (ehem. Wiengasse) Standort                                    | Bei diesem Gebäude kehrte Plečnik zu der Idee des gewellten Stucks zurück, wie er sie in der Beckgasse angewandt hatte. Die Balkone über die Ecken hatten ursprünglich einen Boden aus Glas. | P84(Architekt):Jože Plečnik P131(Ort):Margareten Region-ISO:AT-9                                                 |
| ja | Datei hochladen | 1903–1905 | Zacherlhaus HERIS-ID: 40856 Objekt-ID: 40914                                                                | Wien 1, Wildpretmarkt 2–4 / Bauernmarkt 4 Standort                                                     | → Hauptartikel : Zacherlhaus f1 | P84(Architekt):Jože Plečnik P131(Ort):Innere Stadt Region-ISO:AT-9                                               |
| ja | Datei hochladen | 1906      | Grabmal Heinrich von Peham                                                                                  | Wien 19, Döblinger Friedhof, Gruppe 27, Grableuchte Standort                                           | | P84(Architekt): P131(Ort):                                                                                       |
| ja | Datei hochladen | 1906–1909 | Karl-Borromäus-Brunnen HERIS-ID: 11755 Objekt-ID: 7869 Wien Kulturgut: 43433                                | Wien 3, Karl-Borromäus-Platz Standort                                                                  | Bildhauerarbeiten von Josef Engelhart, Steinmetzarbeiten von Eduard Hauser | P84(Architekt):Jože Plečnik P131(Ort):Landstraße Region-ISO:AT-9                                                 |
| ja | Datei hochladen | 1907      | Kinderschutzstation HERIS-ID: 41379 Objekt-ID: 41860                                                        | Wien 18, Lacknergasse 98 Standort                                                                      | Hier verwendete Plečnik wieder etwas verspieltere Formen, da der Bau für Kinder verwendet wurde. | P84(Architekt):Jože Plečnik P131(Ort):Weinhaus Region-ISO:AT-9                                                   |
| ja | Datei hochladen | 1908      | Villa Graßberger (1950 aufgestockt, Fassade verändert) HERIS-ID: 48741 Objekt-ID: 52286                     | Wien 17, Braungasse 41 Standort                                                                        | | P84(Architekt): P131(Ort):Hernals Region-ISO:AT-9                                                                |
| ja | Datei hochladen | 1910–1913 | Heilig-Geist-Kirche Wien HERIS-ID: 48613 Objekt-ID: 52149                                                   | Wien 16, Herbststraße 82 Standort                                                                      | → Hauptartikel : Heilig-Geist-Kirche (Wien) f1 | P84(Architekt):Jože Plečnik P131(Ort):Ottakring Region-ISO:AT-9                                                  |
| ja | Datei hochladen | 1915      | Karmeliterkirche Hl. Familie, Familienkapelle der Familie Zacherl HERIS-ID: 48951 Objekt-ID: 52528          | Wien 19, Silbergasse 35 Standort                                                                       | Es handelt sich um die Familienkapelle der Familie Zacherl | P84(Architekt): P131(Ort):Wien Region-ISO:AT-9                                                                   |
| ja | Datei hochladen | 1919      | Erweiterungen Bartholomäuskirche, Ljubljana · Wikidata                                                      | Ljubljana Standort                                                                                     | | P84(Architekt):Jože Plečnik P131(Ort):Stadtgemeinde Ljubljana Region-ISO:SI                                      |
| BW | Datei hochladen | 1923–1927 | Innenausbauten in den Räumlichkeiten des Präsidenten in der Prager Burg                                     | Prager Burg, Praha, CZ Standort                                                                        | Zur Erneuerung des tschechischen Volkes und infolge der ersten demokratischen Wahl baute Plečnik große Teile der Prager Burg um. Darunter Vestibül (1923–1924), Impluvium (1923–1924), Salon mit Stickereien (1924–1927), Großer Salon (1925–1927). | P84(Architekt): P131(Ort):                                                                                       |
| ja | Datei hochladen | 1923–1925 | Der Paradiesgarten bei der Prager Burg · Wikidata                                                           | Standort                                                                                               | Paradiesgarten, Granitschüssel | P84(Architekt): P131(Ort):Prag Region-ISO:CZ                                                                     |
| ja | Datei hochladen | 1924–1928 | Dritter Burghof und Obelisk in der Prager Burg · Wikidata                                                   | Standort                                                                                               | → Hauptartikel : Mrákotíner Monolith f1 | P84(Architekt): P131(Ort):Prag 1 Region-ISO:CZ                                                                   |
| ja | Datei hochladen | 1925      | Bežigrad-Stadion · Wikidata                                                                                 | Dunajska cesta 73, Ljubljana, Slowenien Standort                                                       | II. Eucharistischer Kongress im Bežigrad Stadion, Juni 1935 | P84(Architekt):Jože Plečnik P131(Ort):Stadtgemeinde Ljubljana Region-ISO:SI-061                                  |
| ja BW | Datei hochladen | 1925–1927 | Slowenisches Verfassungsgericht, ehemals Kammer für Handel, Handwerk und Industrie – Innenausbau · Wikidata | Beethovnova ulica 10, Ljubljana, Slowenien Standort                                                    | Insbesondere das Stiegenhaus wurde umfangreich verändert. | P84(Architekt): P131(Ort):Stadtgemeinde Ljubljana Region-ISO:SI-061                                              |
| ja | Datei hochladen | 1925–1927 | Kirche Christi Himmelfahrt, Bogojina (Moravske Toplice) · Wikidata                                          | Bogojina (Moravske Toplice), Slowenien Standort                                                        | Plečnik verwendet das Hauptschiff der alten Kirche als Eingangshalle hinter der neuen Südfassade und vor dem nach Norden ausgerichteten neuen asymmetrisch geteilten Hauptschiff, um einen Neubau mit (versteckter) Bewahrung alter Bausubstanz und Verwendung der alten Proportionen in den Bogenspannweiten zu schaffen.                                                                                          | P84(Architekt): P131(Ort):Gemeinde Moravske Toplice Region-ISO:SI-078                                            |
| BW | Datei hochladen | 1925–1927 | Franz-von-Assisi-Kirche (Ljubljana)                                                                         | Verovškova ulica, Ljubljana, Slowenien Standort                                                        | | P84(Architekt): P131(Ort):                                                                                       |
| ja | Datei hochladen | 1925–1927 | Aussichtsplattform, kleines Belvedere, im Wallgarten der Prager Burg                                        | Standort                                                                                               | Aussichtsterrasse, Pyramide, Pergola mit Tisch aus Granit, Granitbalken vor dem Slavata-Denkmal | P84(Architekt): P131(Ort):                                                                                       |
| ja | Datei hochladen | 1926      | Fahnenmasten vor dem Matthiastor der Prager Burg                                                            | Standort                                                                                               | | P84(Architekt): P131(Ort):                                                                                       |
| BW | Datei hochladen | 1926      | Denkmal für die Gefallenen des I. Weltkriegs in Lány                                                        | Lány u Rakovníka (CZ), Zámecká 108 Standort                                                            | | P84(Architekt): P131(Ort):                                                                                       |
| ja | Datei hochladen | um 1926   | Wallgarten der Prager Burg · Wikidata                                                                       | Prager Burg / Hradschin Praha, CZ Standort                                                             | Aussichtsterrasse, Pyramide, Pergola mit Tisch aus Granit, Granitbalken vor dem Slavata-Denkmal | P84(Architekt): P131(Ort):Prag 1 Region-ISO:CZ                                                                   |
| ja | Datei hochladen | 1926–1928 | Kongressplatz · Wikidata                                                                                    | Ljubljana, Slowenien Standort                                                                          | → Hauptartikel : Kongressplatz (Ljubljana) f1 | P84(Architekt): P131(Ort):Stadtgemeinde Ljubljana Region-ISO:SI-061                                              |
| ja | Datei hochladen | 1927      | Pyramide in der Zoisstraße                                                                                  | Zoisova Cesta, Ljubljana, Slowenien Standort                                                           | | P84(Architekt): P131(Ort):                                                                                       |
| ja | Datei hochladen | 1927–1928 | Brunnen in der Prager Burg · Wikidata                                                                       | Standort                                                                                               | | P84(Architekt): P131(Ort):Prag 1 Region-ISO:CZ                                                                   |
| ja | Datei hochladen | 1927–1931 | Stiegenabgang in der Prager Burg zum Paradiesgarten, Stiertreppe · Wikidata                                 | Standort                                                                                               | | P84(Architekt): P131(Ort):Prag 1 Region-ISO:CZ                                                                   |
| ja | Datei hochladen | um 1928   | Herz-Jesu-Kirche in Prag · Wikidata                                                                         | Prag / Praha, CZ Standort                                                                              | → Hauptartikel : Herz-Jesu-Kirche (Prag) f1 | P84(Architekt):Jože Plečnik, Norbert Schmidt, Otto Rothmayer, Josef Pleskot P131(Ort):Vinohrady Region-ISO:CZ-10 |
| BW | Datei hochladen | 1928–1930 | Gebäude der Versicherungsgesellschaft Vzajemna · Wikidata                                                   | Miklošičeva cesta 19, Ljubljana, Slowenien Standort                                                    | | P84(Architekt): P131(Ort):Stadtgemeinde Ljubljana Region-ISO:SI-061                                              |
| ja | Datei hochladen | 1928–1930 | Plečnik-Saal, Säulensaal in der Prager Burg                                                                 | Prager Burg, Praha, CZ Standort                                                                        | | P84(Architekt): P131(Ort):                                                                                       |
| ja | Datei hochladen | 1929      | Platz der Französischen Revolution mit der Illyrischen Säule · Wikidata                                     | Trg francoske revolucije, Ljubljana, Slowenien Standort                                                | → Hauptartikel : Platz der Französischen Revolution f1 | P84(Architekt): P131(Ort):Ljubljana Region-ISO:SI-061                                                            |
| ja BW | Datei hochladen | 1929–1930 | Brunnen Schloss Lány                                                                                        | Lány u Rakovníka, CZ Standort                                                                          | | P84(Architekt): P131(Ort):                                                                                       |
| ja | Datei hochladen | 1929–1932 | Antoniuskirche · Wikidata                                                                                   | Bregalnička 14, Beograd / Belgrad, Serbien Standort                                                    | Die Kirche stellt den Beginn der Studien über den zentralen Sakralbau Plečniks dar. | P84(Architekt):Jože Plečnik P131(Ort):Belgrad Region-ISO:RS-00                                                   |
| BW | Datei hochladen | 1929–1942 | Treppenanlage Vegova ulica                                                                                  | Vegova Ulica, Ljubljana Standort                                                                       | | P84(Architekt): P131(Ort):                                                                                       |
| ja | Datei hochladen | 1930      | Plečniks Wohnhaus in Trnovo · Wikidata                                                                      | Karunova ulica 4, Trnovo, Ljubljana, Slowenien Standort                                                | | P84(Architekt):Jože Plečnik P131(Ort):Stadtgemeinde Ljubljana Region-ISO:SI-061                                  |
| ja | Datei hochladen | 1930–1931 | Drei Brücken (Tromostovje) · Wikidata                                                                       | Adamič-Lundrovo nabrežje 1, Ljubljana, Slowenien Standort                                              | → Hauptartikel : Tromostovje f1 | P84(Architekt):Jože Plečnik P131(Ort):Stadtgemeinde Ljubljana Region-ISO:SI-061                                  |
| ja | Datei hochladen | nach 1930 | Römische Stadtmauer Mauer, Ljubljana · Wikidata                                                             | Mirje, im Laibacher Stadtbezirk Vič Standort                                                           | Die Mauer sollte ursprünglich abgerissen werden. Auf Anraten Plecniks wurde lediglich die Höhe verringert und eine Pypramide als Durchgang in der ursprünglichen Höhe von 6 m errichtet. | P84(Architekt): P131(Ort):Vič Region-ISO:SI-061                                                                  |
| ja | Datei hochladen | 1930–1932 | Treppenanlage im Basteigarten der Prager Burg · Wikidata                                                    | Standort                                                                                               | → Hauptartikel : Basteigarten (Prager Burg) f1 | P84(Architekt): P131(Ort):Prag Region-ISO:CZ                                                                     |
| ja | Datei hochladen | 1930–1935 | Uferpromenade Trnovski pristan (Tirnauer Lände) an der Ljubljanica · Wikidata                               | Trnovski Pristan, Trnovo (Ljubljana) Standort                                                          | | P84(Architekt): P131(Ort):Ljubljana Region-ISO:SI-061                                                            |
| ja | Datei hochladen | 1931      | Jakopič- oder Plečnik-Promenade, Tivoli-Park · Wikidata                                                     | Tivoli-Park, Ljubljana, Slowenien Standort                                                             | | P84(Architekt):Jože Plečnik P131(Ort):Stadtgemeinde Ljubljana Region-ISO:SI-061                                  |
| ja | Datei hochladen | 1931      | Trnovo-Brücke über den Gradaščica-Kanal · Wikidata                                                          | Karunova ulica 1, Ljubljana, Slowenien, vor der Pfarrkirche des Laibacher Stadtbezirks Trnovo Standort | Eine der wenigen Brücken auf denen Bäume wachsen. | P84(Architekt): P131(Ort):Stadtgemeinde Ljubljana Region-ISO:SI-061                                              |
| ja | Datei hochladen | 1931–1932 | Schusterbrücke über die Ljubljanica · Wikidata                                                              | Šuštarski most, Ljubljana, Slowenien Standort                                                          | → Hauptartikel : Schusterbrücke (Ljubljana) f1 | P84(Architekt):Jože Plečnik P131(Ort):Stadtgemeinde Ljubljana Region-ISO:SI-061                                  |
| BW | Datei hochladen | 1931–1933 | Villa Prelovsek                                                                                             | Zarnikova Ulica, Ljubljana, Slowenien Standort                                                         | | P84(Architekt): P131(Ort):                                                                                       |
| ja | Datei hochladen | 1933      | Grab von Antonín Švehla                                                                                     | Friedhof Prag-Hostivař Standort                                                                        | | P84(Architekt): P131(Ort):                                                                                       |
| BW | Datei hochladen | 1933      | Jagdhaus von Alexander I. von Jugoslawien in Kamniška Bistrica                                              | Kamniška Bistrica 7 Standort                                                                           | | P84(Architekt): P131(Ort):                                                                                       |
| ja | Datei hochladen | 1933–1934 | Bügeleisenhaus (Peglezen) · Wikidata                                                                        | Poljanska cesta 1, Ljubljana, Slowenien Standort                                                       | | P84(Architekt):Jože Plečnik P131(Ort):Stadtgemeinde Ljubljana Region-ISO:SI-061                                  |
| ja | Datei hochladen | 1933–1934 | St.-Florians-Kirche (Ljubljana) (Umbau) · Wikidata                                                          | Gornji trg, Ljubljana, Slowenien Standort                                                              | → Hauptartikel : St.-Florians-Kirche (Ljubljana) f1 | P84(Architekt):Francesco Robba P131(Ort):Stadtgemeinde Ljubljana Region-ISO:SI-061                               |
| ja | Datei hochladen | 1934      | Tabakkiosk bei den Dreibrücken                                                                              | Stritarjeva ulica, Ljubljana, Slowenien Standort                                                       | | P84(Architekt): P131(Ort):                                                                                       |
| ja BW | Datei hochladen | 1934      | Kirche Maria von Lourdes                                                                                    | Vrbanićeva ul. 35, Zagreb, Kroatien Standort                                                           | | P84(Architekt): P131(Ort):                                                                                       |
| BW | Datei hochladen | 1934      | Präsidentenwohnung an der Prager Burg                                                                       | Standort                                                                                               | | P84(Architekt): P131(Ort):                                                                                       |
| ja | Datei hochladen | 1934      | Statue Maria mit dem Kind an der Martinskirche in Bled, Slowenien                                           | Župnijska cerkev sv. Martina, Bled, Slowenien Standort                                                 | | P84(Architekt): P131(Ort):                                                                                       |
| BW | Datei hochladen | 1936      | Villa Epos, Bled, Slowenien                                                                                 | Cesta Gorenjskega odreda 1, Bled, Slowenien Standort                                                   | | P84(Architekt): P131(Ort):                                                                                       |
| ja BW | Datei hochladen | 1936–1941 | Slowenische National- und Universitätsbibliothek · Wikidata                                                 | Turjaška ulica 1, Ljubljana, Slowenien Standort                                                        | Besonders zu erwähnen ist auch das Stiegenhaus aus schwarzem Marmor | P84(Architekt):Jože Plečnik P131(Ort):Stadtgemeinde Ljubljana Region-ISO:SI-061                                  |
| [[Vorlage:Bilderwunsch/code!/C:46.012321,14.506024!/D:Pfarrkirche St. Michael im Laibacher Moor (Cerkev Sv. Mihaela na Barju) '"`UNIQ--ref-0000001E-QINU`"' '"`UNIQ--ref-0000001F-QINU`"' '"`UNIQ--ref-00000020-QINU`"' Črna Vas (Laibacher Moor), Laibacher Stadtbezirk Stadtbezirk Rudnik, Slowenien Innenraum!/\|BW]] | Datei hochladen | 1937–1938 | Pfarrkirche St. Michael im Laibacher Moor (Cerkev Sv. Mihaela na Barju)                                     | Črna Vas (Laibacher Moor), Laibacher Stadtbezirk Stadtbezirk Rudnik, Slowenien Standort                | | P84(Architekt): P131(Ort):                                                                                       |
| ja | Datei hochladen | 1937–1938 | Navje-Gedenkpark · Wikidata                                                                                 | Vilharjeva cesta 21, Ljubljana, Slowenien Standort                                                     | → Hauptartikel : Navje-Gedenkpark f1 | P84(Architekt): P131(Ort):Stadtgemeinde Ljubljana Region-ISO:SI-061                                              |
| ja | Datei hochladen | 1926–1927 | Levstik-Platz mit Mariensäule · Wikidata                                                                    | Levstik-Platz, Ljubljana, Slowenien Standort                                                           | | P84(Architekt):Jože Plečnik P131(Ort):Stadtgemeinde Ljubljana Region-ISO:SI-061                                  |
| BW | Datei hochladen | 1938–1941 | Baraga-Seminar, Akademische Hochschule Ljubljana                                                            | Vilharjeva cesta 11,13,15 Ljubljana, Slowenien Standort                                                | | P84(Architekt): P131(Ort):                                                                                       |
| ja | Datei hochladen | 1938–1939 | Zentralfriedhof Žale · Wikidata                                                                             | Žale, Ljubljana, Slowenien Standort                                                                    | → Hauptartikel : Žale f1 | P84(Architekt):Jože Plečnik, Edvard Ravnikar P131(Ort):Stadtgemeinde Ljubljana Region-ISO:SI-061                 |
| BW | Datei hochladen | 1939      | St. Josef-Kapelle (Jožamurka)                                                                               | Begunje na Gorenjskem 55a, Slowenien Standort                                                          | | P84(Architekt): P131(Ort):                                                                                       |
| ja | Datei hochladen | 1940–1942 | Zentralmarkt Ljubljana                                                                                      | Adamič-Lundrovo nabrežje 3, Ljubljana, Slowenien Standort                                              | | P84(Architekt): P131(Ort):                                                                                       |
| ja | Datei hochladen | 1940–1944 | Ljubljanica-Stauwehr · Wikidata                                                                             | Most Ljubljanica, Ljubljana, Slowenien Standort                                                        | → Hauptartikel : Ljubljanica-Stauwehr f1 | P84(Architekt): P131(Ort):Stadtgemeinde Ljubljana Region-ISO:SI-061                                              |
| ja | Datei hochladen | 1941–1942 | Blumengeschäft am Anfang der Markthallen                                                                    | Adamič-Lundrovo nabrežje 1, Ljubljana, Slowenien Standort                                              | | P84(Architekt): P131(Ort):                                                                                       |
| ja | Datei hochladen | 1954      | Denkmal für die Gefallenen des Nationalen Befreiungskampfes Sloweniens in Trnovo (Ljubljana) und Kolezija   | Barjanska cesta, Ljubljana-Trnovo Standort                                                             | | P84(Architekt): P131(Ort):                                                                                       |
| ja | Datei hochladen | 1947      | Slowenisches Parlament                                                                                      | Ljubljana, Slowenien Standort                                                                          | nicht realisiertes Projekt, Entwurf auf der slowenischen 10-Cent-Münze abgebildet | P84(Architekt): P131(Ort):                                                                                       |
| ja | Datei hochladen | 1947      | Belvedere Pavillon im Garten der Villa Bled                                                                 | Standort                                                                                               | | P84(Architekt): P131(Ort):                                                                                       |
| ja | Datei hochladen | 1950      | Fassade des Prešeren-Theaters Kranj (Prešernovo gledališče)                                                 | Kranj, Slowenien Standort                                                                              | | P84(Architekt): P131(Ort):                                                                                       |
| BW | Datei hochladen | 1954–1958 | Pfarrkirche Maria Heimsuchung, Ponikve (Tolmin)                                                             | Ponikve (Tolmin), Slowenien Standort                                                                   | | P84(Architekt): P131(Ort):                                                                                       |
| ja | Datei hochladen | 1952      | Freilichttheater Križanke · Wikidata                                                                        | Trg francoske revolucije 1/2 Gosposka ulica 18, Ljubljana, Slowenien Standort                          | Das Freilichttheater entstand aus dem Umbau des ehemaligen Deutschherrenklosters. | P84(Architekt): P131(Ort):Stadtgemeinde Ljubljana Region-ISO:SI-061                                              |
| ja | Datei hochladen | 1954–1955 | Treppenanlage und Brunnen an der Muttergottes-Rosenkranz-Kirche in Kranj                                    | Vodopivčeva ulica 5, Kranj, Slowenien Standort                                                         | | P84(Architekt): P131(Ort):                                                                                       |
| BW | Datei hochladen | 1956      | Pavillon Brijuni                                                                                            | Tito-Villa, Brioni-Pula/Brijuni, Kroatien (Koordinaten näherungsweise) Standort                        | | P84(Architekt): P131(Ort):                                                                                       |
| BW | Datei hochladen |           | Bežek Villa                                                                                                 | Koroška cesta 27, Kranj Standort                                                                       | | P84(Architekt): P131(Ort):                                                                                       |
| BW | Datei hochladen | 1952      | Denkmal für die Gefallenen des Nationalen Befreiungskampfes Sloweniens, Vipava                              | Glavni trg, Vipava, Slowenien Standort                                                                 | | P84(Architekt): P131(Ort):                                                                                       |
| ja | Datei hochladen | 1928–1930 | Gebäude der Volksdarlehenskasse Celje                                                                       | Vodnikova ulica 2, Celje, Slowenien Standort                                                           | | P84(Architekt): P131(Ort):                                                                                       |
| BW | Datei hochladen | 1947–1957 | Privathaus (sogenannte Villa Plečnik) in Homec (Domžale) · Wikidata                                         | Gostičeva 6, 1230 Homec, Domžale, Slowenien Standort                                                   | | P84(Architekt):Jože Plečnik, Anton Bitenc P131(Ort):Gemeinde Domžale Region-ISO:SI-023                           |
| ja | Datei hochladen | 1952      | Denkmal für die Opfer der beiden Weltkriege in Črna na Koroškem                                             | 2393 Črna na Koroškem, Slowenien, Kirchplatz Standort                                                  | | P84(Architekt): P131(Ort):                                                                                       |
| ja | Datei hochladen | 1952      | Denkmal für die Gefallenen des Nationalen Befreiungskampfes Sloweniens in Mežica                            | 2392 Mežica, Slowenien Standort                                                                        | | P84(Architekt): P131(Ort):                                                                                       |

- Karte mit allen Koordinaten:
- OSM |
- WikiMap

## Auszeichnungen
- Ehrenmitglied der Masarykova Akademie práce (Masaryk Akademie für Arbeit), 1925.
- Burgarchitekt (ernannt von Präsident Masaryk), 1926.
- Mitglied der Akademija znanosti i umetnosti (Slowenische Akademie der Wissenschaften und Künste), Ljubljana, 1938
- Ehrenbürger der Stadt Ljubljana, 1939.
- Jugoslawischer Staatsorden, 1949.
- Ehrendoktor der Technischen Hochschule Wien, 1952
- Ehrendoktor der Technischen Hochschule Ljubljana, 1952.
- Korrespondierendes Mitglied des Royal Institute of British Architects, 1954.

500-Tolar-Schein

- Im Juli 2021 nahm die UNESCO die Stätte Die Werke von Jože Plečnik in Ljubljana – am Menschen orientierte Stadtgestaltung in die Liste des Welterbes auf.[52]

## Würdigung
Jože Plečniks nicht verwirklichter Entwurf für ein Parlamentsgebäude in Ljubljana ist auf der nationalen Seite der slowenischen 10-Cent-Münze abgebildet. Auch der 500-Tolar-Schein der von 1991 bis 2007 gültigen slowenischen Währung zeigt ein Porträt Jože Plečniks.
Am 8. Oktober 1987 wurde in Wien-Donaustadt (22. Bezirk) der Plecnikweg nach ihm benannt.